# わらふぢなるお
わらふぢなるおは、グレープカンパニー所属のお笑いコンビ。2010年結成。
当初はふぢわらのみサンミュージックプロダクションへ所属しており、メンバーが別々の事務所に所属するコンビであったが、2018年4月より両者共にグレープカンパニー所属となった。2022年9月30日に漫才協会へ入会。

## メンバー
ふぢわら（1984年5月21日 - ）（41歳）
ボケ・ネタ作成担当、立ち位置は向かって右。
- 東京都出身。
- 吉祥寺二葉栄養調理専門職学校卒業。
- 身長168cm、体重56kg、血液型B型。
- 本名：藤原 大輔（ふじわら だいすけ）
- 趣味は発酵食品づくり。味噌や納豆、塩こうじ、甘酒、モッツアレラチーズなどを自宅で作っている。
- 特技はドラム。
- 調理師免許、狩猟免許、消防設備士乙種6類を所持している。
- 上記の調理師免許は専門学校で取得し、一度調理師に就職。主に病院食を作る仕事などをしていた。しかし、このままで終わりたくないという思いが強くなり芸人の道を選んだ。
- 最初はNSC東京校に入学しようとしていたが、既に募集が締め切られていたため、スクールJCAの面接を受ける。しかし、入学者が定員に達していたのを理由に落とされた。そこでプロダクション人力舎の関係者から、サンミュージックプロダクションの養成所であるTOKYO☆笑BIZを紹介され、2005年に当校の2期生として入学。そのままサンミュージックに所属となった。先述の通り2018年4月に移籍し、現在はグレープカンパニー所属。
- ゲームが好きで、旧コンビ時代には「南京錠・藤原」としてゲームレコードGPに出演していた。好きな作品はメタルギアシリーズ、ワンダと巨像など。
- ピンでのネタに、コブラへ扮するハードボイルド風の男・滝沢コブラがある。
- 2014年に結婚を発表、2015年に長男、22年に双子の次男・三男が誕生。
- 好きな食べ物はエビチリ。

口笛 なるお（くちぶえ なるお、1981年7月12日 - ）（43歳）
- ツッコミ担当、立ち位置は向かって左。
- 埼玉県三郷市出身。
- 立正大学経済学部卒業。
- 身長174cm、体重90kg、血液型AB型。
- 本名：斉藤 力也（さいとう りきや）
- 趣味は草野球、格闘技観戦、サウナ。
- 中学時代から「仲間たちに面白いと言われたい」と思って芸人を志すようになり、中学の同級生とコンビ結成。口笛曰く「友人が勝手にお笑いライブにエントリーを申し込んで」ライブデビュー、大学卒業後にこのコンビで事務所ライブへ出続けて好成績を残し、グレープカンパニーの前身であるフラットファイヴへの所属が決まった。
- 芸名は、事務所の先輩である伊達みきお（サンドウィッチマン）から命名されたことに由来。「汚物」か「口笛なるお」の二択のどちらかを選べと言われ、現在の芸名になった。なお、口笛は吹けない。
- 伊達からは毎年芸名を提案されている。提案された芸名には、「口紅ぬりお」「天空昇」「どら焼き屋さん」「桑田真澄 投手 PL学園高校」「割り箸わりお」「日本茶茶々」「指定席自由席」「うんこもれお」「ぬれせんべいぬれお」「ベランダ出たり入ったり」「ガムかんだのんだ」「桜 金造」「お腹ペコペコ君」「豚」「天井なめた床なめた」「回転ずしピザ太郎」「首切侍」「えむわんまけお」「日本最後の忍者」「ドラフト35位」「九州No.1ライト」「神宮球場一周男」「海鮮かき揚げ名人」「コンクリート打ちっぱなし」「四輪駆動」「昨年の盗塁王」などがある。しかし、当の伊達は本名の「力也」と呼んでいる。
- 2年半ほど本格的な中華料理屋でバイトをしていたこともあり、中華料理が得意 。
- スタジオジブリの映画『紅の豚』に登場するポルコ・ロッソのものまねができる。
- 2017年に結婚を発表、2021年に長男が誕生。
- 好きな食べ物はグラタン。

## 概説
コンビを組む前から2人はライブで共演経験があり、斉藤（なるお）は藤原（ふぢわら）の作るネタ、藤原は斉藤のツッコミに対して好印象を抱いていた。それぞれ組んでいたコンビを解散した後、互いにピンで活動。良いネタが作れる相方を探していた斉藤が藤原のコンビ解散を受けて「試しにやってみませんか」とメールしたところ、斉藤に興味を持っていた藤原も快諾。2010年にコンビ結成へ至る。ふぢわらのマネージャーからの勧めもあり、各々が異なる事務所に所属したままコンビとして活動するようになった。
コンビ名は、お互いの芸名を融合させたもので、当初は仮のつもりで名付けられていた。コンビ名を間違えられることが多く、誤表記の例として「わらふぢなるを」「わらふじなるを」「わらぶちなるお」「わぶちなるお」などがある。
キングオブコントでは、2013年から4年連続で準決勝まで進出、2017年大会で初の決勝進出を決めた。その年のキャッチフレーズである「1/2477の化学反応」は出場組（全2477組）の中で所属事務所が互いに異なる唯一のコンビだったことに由来しており、バラエティ番組『シンガタ』（日本テレビ）では「お笑い界のAKB48」とも称された。
また、翌年の2018年大会では2年連続で決勝進出し、初のファイナルステージ進出を決め、準優勝となった。2019年大会でも3年連続で決勝進出、結果は9位。2020年からは3年連続で準々決勝へと進出している。M-1グランプリには、2018年から4年連続で準々決勝まで進出。
サンミュージック・グレープカンパニーの公式サイトではいずれもコンビ名義で紹介されており、ネタ見せは両方の事務所でそれぞれ行っていたが2018年4月にふぢわらが移籍し、両者共にグレープカンパニー所属のコンビとなる。移籍の際、双方の事務所が揉めたりなどは一切なく円満移籍であった。
2022年9月、漫才協会への入会を発表した。

## 芸風
コントと漫才の両方を演じる。ボケとツッコミがはっきりと分かれたオーソドックスなスタイルであり、何を考えているのか分からないキャラへ扮したふぢわらに口笛が振り回されるネタが多い。
漫才の際はコント漫才としゃべくり漫才の両方を行い、後者においてはキングオブコント2018決勝ファーストステージにて披露した「石渡くん」の空質問の構造を漫才に落とし込んだものを多く演じている。

## 賞レースでの戦歴
| 年度   | 結果         | 備考                                   |
| ------ | ------------ | -------------------------------------- |
| 2013年 | 準決勝進出   |                                        |
| 2014年 | 準決勝進出   |                                        |
| 2015年 | 準決勝進出   |                                        |
| 2016年 | 準決勝進出   |                                        |
| 2017年 | 決勝6位      | 決勝キャッチコピー「1/2477の化学反応」 |
| 2018年 | 決勝2位      | ファーストラウンド2位通過              |
| 2019年 | 決勝9位      |                                        |
| 2020年 | 準々決勝敗退 |                                        |
| 2021年 | 準々決勝敗退 |                                        |
| 2022年 | 準々決勝敗退 |                                        |
| 2023年 | 準々決勝敗退 |                                        |
| 2024年 | 準々決勝敗退 |                                        |

| 年度   | 結果         |
| ------ | ------------ |
| 2015年 | 3回戦進出    |
| 2016年 | 2回戦進出    |
| 2017年 | 1回戦欠席    |
| 2018年 | 準々決勝進出 |
| 2019年 | 準々決勝進出 |
| 2020年 | 準々決勝進出 |
| 2021年 | 準々決勝進出 |
| 2022年 | 3回戦進出    |
| 2023年 | 準々決勝進出 |
| 2024年 | 準々決勝進出 |

- 2024年 第3回「ザ・葡萄王～笑いを収穫せよ～グレープカンパニーNo.1決定戦」優勝
- 2024年 第22回「漫才新人大賞」優勝[27]

## 出演番組

### テレビ

#### 現在のレギュラー番組
- ただ今、コント中。（フジテレビ、2020年8月29日、 12月29日、2021年7月10日、2022年1月22日、2022年11月26日）不定期放送
- サンド伊達のコロッケあがってます（BS-TBS 2022年3月29日・7月21日・28日・12月17日、2023年9月7日・14日、2024年4月26日 - ) ※口笛のみ[28][29]
- 東北から爆発的な人気のスターを誕生させる番組（仙台放送、2023年6月28日 - ）不定期放送

#### 過去のレギュラー出演番組
- 有田ジェネレーション（TBSテレビ、2019年10月7日 - 2021年3月22日）[注釈 4][注釈 5] - 当番組は2021年3月22日に地上波放送を終了。2021年4月29日からParaviでの配信版が開始し、同番組に不定期出演している。
- マチコミ（テレビ埼玉、2020年10月2日 - 2024年3月21日）木曜日不定期コーナー『いいね上田』担当

#### 過去の出演番組
- オンバト+（NHK総合）戦績3勝3敗 最高505KB
- シンガタ（日本テレビ、2010年10月23日・11月28日）
- ピラメキーノ（テレビ東京、2012年1月23日）- バカウケコドモ-1GP
- SANDWICH-MAN QUIZ THE PRICE SHOW（千葉テレビ、2012年10月 - 2013年7月27日）
- 前略、西東さん（中京テレビ、2015年4月25日・2019年6月8日・2020年2月1日）
- あらびき団（TBSテレビ、2016年12月29日）
- 水曜日のダウンタウン（TBSテレビ 2017年7月5日放送分[30][注釈 6]、2021年3月24日[31]、2022年4月13日[32]・6月29日[注釈 6]・10月19日[注釈 7]、2023年4月12日）
- キングオブコント（TBSテレビ、2017年10月1日・2018年9月22日・2019年9月21日）
- お願い!ランキング（テレビ朝日、2018年6月28日・11月28日、2020年8月11日）- ネタサンド!
- オールスター後夜祭（TBSテレビ 2018年10月7日[33]、2019年4月7日[34]）
- ネタパレ（フジテレビ 2018年10月26日・12月14日、2019年1月1日・5月17日・9月26日・10月25日・11月15日、2020年1月17日・2月7日・3月13日・6月6日・9月18日、2021年7月16日・8月20日、2022年5月13日・7月15日[注釈 8]・9月2日[注釈 8]・16日[注釈 8]・12月9日・23日[注釈 8]、2023年1月13日[注釈 8]・3月31日[注釈 8]、2024年2月9日、4月19日[注釈 7]）
- 冗談騎士（BSフジ、2019年5月8日・5月15日）
- アメトーーク!（テレビ朝日 2019年5月16日[注釈 7]・11月14日[注釈 7]、2021年9月23日[注釈 6]・12月9日、2022年5月19日[注釈 6]）
- そろそろ にちようチャップリン（テレビ東京 2019年8月17日・24日、2023年6月3日[注釈 9]）
- 勇者ああああ（テレビ東京、2019年11月14日・21日）
- 熱烈!ホットサンド!（札幌テレビ 2017年3月11日・11月18日、2018年9月29日、2019年7月27日・11月30日、2020年2月22日）
- 時事ネタ王2019（NHK、2019年12月23日）
- 全力!脱力タイムズ（フジテレビ、2020年1月24日[注釈 6]、2023年10月27日）
- 東北魂TV（BSフジ 2020年3月1日・8日、12月13日）
- 白黒アンジャッシュ（千葉テレビ、2020年3月10日・3月17日）
- 笑点 特大号（BS日テレ、2020年3月19日）
- エンタの神様（日本テレビ、2020年4月1日[35]・8月10日[36]・12月30日）
- 歌ネタゴングSHOW 爆笑!ターンテーブル（TBSテレビ、2020年4月3日・7月11日・10月27日・12月27日）
- お笑い二刀流 MUSASHI（テレビ朝日、2020年8月8日[37]・11月3日[38]）
- バナナサンド（TBSテレビ、2020年9月2日）※口笛のみ
- ザ・ベストワン（TBSテレビ、2020年9月26日[39]）- ベストワンミニッツ
- 品評会ばんちょー（朝日放送テレビ、2020年11月1日・8日[40]）
- 千鳥のクセがスゴいネタGP（フジテレビ 2020年11月19日、2021年3月11日、2022年1月1日）
- シタランドTV（テレビ朝日、2020年12月1日・8日・16日）※口笛のみ
- わらたまドッカ~ン（NHK Eテレ 2020年12月7日[注釈 10]、2021年7月5日[注釈 11]、2022年11月10日[注釈 12]、2023年12月21日 [注釈 13]）
- ウチのガヤがすみません!（日本テレビ、2021年2月16日）
- ロンドンハーツ（テレビ朝日、2021年11月30日）
- ツギクル芸人グランプリ（フジテレビ、2022年5月21日）
- お笑いワイドショー マルコポロリ!（関西テレビ 2022年7月24日[注釈 7]・10月23日[注釈 6]、2023年3月19日、2024年2月18日、2025年3月16日）
- ゴッドタン（テレビ東京、2022年11月20日）
- ランジャタイのがんばれ地上波!（テレビ朝日、2023年1月25日、2月1日、7月5日・12日・19日、11月1日・22日）※口笛のみ
- THE CONTE（フジテレビ、2023年1月28日、2024年1月20日）
- ぽかぽか（フジテレビ、2023年4月18日・6月20日・12月26日）
- 有吉ゼミ（日本テレビ、2023年6月5日）

### ラジオ
- マイナビ Laughter Night（TBSラジオ 2015年6月6日[41]・8月22日[42]・9月5日[43]・10月17日[44]・11月14日[45]・12月19日[46]、2016年1月9日[47]・2月27日[48]・3月19日[49]・5月7日[50]・7月16日[51]・9月24日[52]・10月29日[53]・12月10日[54]、2017年1月7日[55]・2月18日[56]・4月28日[57]・6月9日[58]・7月21日[59]・9月22日[60]・11月3日[61]・12月22日[62]、2018年2月23日[63]・5月25日[64]・7月20日[65]・8月24日[66]、2019年3月22日[67]・5月24日[68]・7月26日[69]・12月20日[70]、2020年4月24日[71]）
- サンドウィッチマンの天使のつくり笑い（NHKラジオ第1放送 2017年11月21日、2018年12月17日、2019年11月12日、2020年6月23日）
- 大竹まことゴールデンラジオ（文化放送 2017年6月8日・7月13日、2018年1月4日・3月1日、2019年3月21日、2022年4月14日）
- 成瀬心美ぷるるんhoneyトラップ（TBSラジオ、2020年1月10日）
- RADIO UnoZero（文化放送、2020年6月26日）
- ナイツ・ザ・ラジオショー（ニッポン放送 2021年7月15日、2022年3月30日・9月28日、2023年6月22日）
- 東京03の好きにさせるかッ!（NHKラジオ第1放送、2022年10月20日）
- ふんわり（NHKラジオ第1放送、2023年4月18日、2024年4月2日）
- KUSUKUSU（bayfm、2023年5月14日・5月21日）
- ナイタースペシャル「わらふぢなるおのわらふぢなるおがやる番組ですか?」（ニッポン放送 2024年5月2日）[72]

### ドラマ
- 隕石家族 最終話（フジテレビ、2020年5月30日） - 刑事 役
- 私の家政夫ナギサさん 第1話（TBSテレビ、2020年7月7日）
- 季節のない街 第6話（Disney+、2023年8月9日）

### Web

#### 現在のレギュラー番組
- 有田ジェネレーション（Paravi、2021年4月29日 - ）月一放送
- ピエロなさんにん（Artistspoken、2024年5月4日 - ）週一配信

#### 過去のレギュラー番組
- 隔週わらふぢなるお（YouTube Live・ニコニコ生放送、2014年10月4日 - 2015年9月12日） - 全23回
- わらふぢなるおの笑って笑って55分（ニコジョッキー、2016年2月12日 - 2017年7月6日） - 全18回
- わらふぢなるおの週末は踊る（Artistspoken、2022年4月2月 - 2024年4月27日） - 全110回

#### 過去の出演番組
- ザ・エンタのニコニコカーペット（ニコニコ生放送、2010年11月14日）
- カンニング竹山の恋愛中毒（GYAO! 、2017年8月22日・9月5日）#7「芸人の高齢化について考える」、＃12「若手集団面接2」
- スピードワゴンの月曜The NIGHT（Abema、2019年9月24日）#170「キングオブコント直後SP」
- 日村がゆく（Abema、2019年10月30日・10月23日・11月13日）#117 - 119「世界一深いお笑い事情」
- チャンスの時間（Abema 2019年10月16日、2020年10月7日・11月4日・18日・12月16日・26日、2021年9月12日）#67「千鳥とコントがしたい!」、#110「楽屋挨拶王決定戦!」、#113「芸人改名会議!」、#115「相方の喜怒哀楽引き出しチャレンジ!」、#118「芸人スクープ大賞2020!」、#119「カミングアウト漫才!」、#150「ツッコミで相方を嫉妬させよう!」
- 笑ラウドネスGP（ABEMA、2021年7月18日、2022年7月17日）[73]
- しくじり先生（ABEMA、2023年3月10日・17日、2024年12月13日）
- アメトーークCLUB（2023年12月14日）「もっとやれるはずだったのに…反省会その後」

### 映画
- 漫才協会 THE MOVIE 舞台の上の懲りない面々（2024年3月1日、KADOKAWA/ミックスゾーン/中京テレビ放送/ミラクルヴォイス[74]）

#### 短編映画
- 鉄人ゲッパー（2015年）[75] ※口笛のみ

### 脚本
- 舞台TWiN PARADOX「SONG STORY Vol.1」演目B「燃えて散った花となれ」 - 脚本・演出：ふぢわら（2020年4月24日 - 29日に開催予定だったが、新型コロナウイルスの影響で2021年3月15日 - 21日に延期して開催）[76]
- 東京03の好きにさせるかッ!（NHKラジオ第1放送、2022年10月20日、2023年9月14日・12月7日、2024年12月19日・12月26日） - ラジオコント台本：ふぢわら

### その他

#### 過去の出演
- カラオケまねきねこオリジナル番組 ココプラ! （2021年2月 - ？）- MC

## ライブ

### 単独ライブ
- 「追憶のマーメイド」（2011年9月30日）- なかの芸能小劇場
- 「揺るぎ無きパラダイムシフト」（2014年3月8日）- 新宿バティオス[77]
- 「ばりねたやるお」（2016年2月6日）- しもきた空間リバティ[78]
- 「ごりねたするお」（2016年8月6日）- 新宿バティオス
- 「めちゃねたいくお」（2018年5月6日）- 座・高円寺2[79]

### 合同ライブ
- 「ビリオンスキットラボラトリー」 - ねじ・マツモトクラブ・わらふぢなるお・リンゴスターによるユニットライブ（2015年5月19日・10月20日）
- 「EIGHT! EIGHT! ALL!」 - わらふぢなるお・ゾフィー・カミナリ・東京ホテイソンによるユニットライブ（2018年2月23日[80]、2019年3月24日[81]）
- 「わらふゾフィるお」 - ゾフィーとのツーマンライブ （2019年1月21日[82]）- 新宿バティオス
- 「わらふぢなるお×TCクラクションツーマンライブ」 - TCクラクションとのツーマンライブ （2022年4月16日、2023年6月29日、2024年6月5日） - 渋谷ユーロライブ

### 定期ライブ

#### 現在の定期ライブ
- 「わらふぢなるおのお笑い珍道中」 （2021年9月26日 - ）

過去の定期ライブ
- 「斉藤力也会」 - ジグザグジギーと合同のトークライブ[83]（2013年11月 - 2015年3月、毎月第3水曜日） - 原宿ヒミツキチオブスクラップ
- 「TBC（東京ブサイクコレクション）」（口笛のみ） -  北澤ひとし（ロビンソンズ）が主催のイベント[84][85] （2017年6月 - 2019年2月、計4回）- 阿佐ヶ谷ロフトA